# Масатан (Чьяпас)
Масата́н (исп. Mazatán) — посёлок в Мексике, штат Чьяпас, входит в состав одноимённого муниципалитета и является его административным центром. Численность населения, по данным переписи 2020 года, составила 7774 человека.

## Общие сведения
Название Mazatán с языка тольтек-науатль можно перевести как — «место оленей».
Поселение было основано ольмекскими рыбаками задолго до прибытия конкистадоров. Они нашли место на реке Коатан, удобное для рыбалки и торговли.
Первое упоминание о поселении относится к 1526 году в списках принадлежности к Испанской короне.
В 1819 году в Масатане проживало 100 индейцев, 300 мулатов и ни одного европейца.
10 февраля 1942 года, по указу губернатора Рафаэля Паскасио Гамбоа, Масатан становится посёлком и административным центром одноимённого муниципалитета.